# جو هارينجتون
جو هارينجتون (بالإنجليزية: Joe Harrington)‏ هو مدرب كرة سلة أمريكي، ولد في 28 ديسمبر 1945.